# كارمن فيلالوبوس
كارمن فيلالوبوس (بالإسبانية: Carmen Villalobos) ولدت بتاريخ 13 يوليو 1983 في بارانكويلا، كولومبيا. ممثلة كولومبية معروفة على نحو أفضل بشخصية كاتالينا سانتانا في مسلسل الذنب سينوس لا القش بارايسو الذي استند بشكل مباشر على كتاب غوستافو بوليفار بعنوان خطيئة تيتاس لا القش بارايسو. كما تُعرف بدور رئيسي آخر في سلسلة تيليموندو التس تحمل عنوان سيد السماوات، حيث لعبت وجسدت دور ليونور باليستيروس. شاركت الآونة الأخيرة في إعادة تجسيد شخصية كاتالينا سانتانا من خلال مسلسل الذنب سينوس ونعم للقش بارايسو والذي يستند هو الآخر على كتاب جديد لبوليفار بعنوان Sin tetas si hay paraíso، حيث ظهرت في الموسم الأول من المسلسل فقط خلال الفلاش باك. لكنها لعبت دور البطولة في الموسم الثاني من هذه السلسلة.

## قائمة أعمالها
| العنوان                          | العام      | الدور                | ملاحظات                                                       |
| -------------------------------- | ---------- | -------------------- | ------------------------------------------------------------- |
| النادي 10                        | 1999       | آبي                  |                                                               |
| حب على الخشبة                    | 2003       | نينا بوليدو          |                                                               |
| دورا، لا كاليدورا                | 2004       | كاتالينا اردانيتا    |                                                               |
| لا تورمينتا                      | 2005-2006  | ترينيداد أيالا       | شاركت في دور البطولة                                          |
| أموريس دي ميركادو                | 2006       | بياتريس غوتيريز      |                                                               |
| الخطيئة سينوس لا القش بارايسو    | 2008-2009  | كاتالينا سانتانا     | شاركت في دور البطولة طوال 175 حلقة                            |
| نينوس ريكوس، بوبريس، بادريس      | 2009       | أليخاندرا باز        | دور ثانوي                                                     |
| أوجو بور أوجو                    | 2010       | نادية مونساليف       | دور ثانوي                                                     |
| مي كورازون أنسيست آر لولا فولكان | 2011       | ماريا دولوريس فولكان | شاركت في دور البطولة طوال 133 حلقة                            |
| صنع في قرطاجنة                   | 2012       | اماريا دياز          | دور ثانوي                                                     |
| سيد السماوات                     | 2013-2016  | ليونور باليستيروس    | دور ثانوي (الموسم 1)، دور رئيسي (الموسم 2-3)، ضيفة (الموسم 4) |
| الأميرة                          | 2016       | فانيسا موندراغون     | شاركت في 19 حلقة كاملة                                        |
| الخطيئة سينوس نعم القش بارايسو   | 2016–حاليا | كاتالينا سانتانا     | ضيفة (الموسم 1)، دور رئيسي (الموسم 2)                         |

## الجوائز والترشيحات
| السنة | الجائزة                          | الفئة                                   | الفيلم/المسلسل                    | النتيجة |
| ----- | -------------------------------- | --------------------------------------- | --------------------------------- | ------- |
| 2012  | جوائزك                           | الثنائي المميز (رفقة خوان كارلوس كنيلا) | Mi corazón insiste en Lola Volcán | رُشِّح     |
| 2012  | جوائزك                           | أفضل قبلة (مع خوان كارلوس كنيلا)        | Mi corazón insiste en Lola Volcán | رُشِّح     |
| 2013  | جائزة Premios People في إسبانيول | أفضل دور نسوي                           | سيد السماوات                      | رُشِّح     |
| 2014  | جوائزك                           | أفضل دور رئيسي نسوي                     | سيد السماوات                      | رُشِّح     |
| 2015  | جوائزك                           | أفضل دور رئيسي نسوي في مسلسل            | سيد السماوات                      | رُشِّح     |
| 2015  | جوائزك                           | الثنائي المميز (مع رافائيل امايا)       | سيد السماوات                      | رُشِّح     |
| 2016  | جوائز ميامي                      | أفضل دور رئيسي نسوي في مسلسل            | سيد السماوات                      | رُشِّح     |
| 2017  | جوائزك                           | أنا مثيرة وأنا أعرف ذلك                 | Sin senos sí hay paraíso          | فوز     |

## وصلات خارجية
- كارمن فيلالوبوس على موقع IMDb (الإنجليزية)
- كارمن فيلالوبوس على موقع أول موفي (الإنجليزية)
- كارمن فيلالوبوس على موقع قاعدة بيانات الفيلم (الإنجليزية)